# Macrobiotus csotiensis
Macrobiotus csotiensis är en djurart som tillhör fylumet trögkrypare, och som beskrevs av Iharos 1966. Macrobiotus csotiensis ingår i släktet Macrobiotus och familjen Macrobiotidae. Inga underarter finns listade i Catalogue of Life.